# DeWanda Wise
Pour les articles homonymes, voir DeWanda et Wise.
DeWanda Wise, née Jackson le 30 mai 1984 à Jessup, quartier de Baltimore, dans le Maryland, est une actrice américaine.  
Elle est connue pour son rôle de Nola Darling, dans la série télévisée américaine Nola Darling n'en fait qu'à sa tête (2017-2019).

## Biographie

### Jeunesse et formation
Fille de John Jackson et Margie Wise[réf. nécessaire], elle a été élevée à Baltimore. Elle a sept ans lorsque son père quitte le domicile conjugal. Elle fréquente l'école secondaire Atholton et aspire, dans un premier temps, à une carrière de thérapeute. C'est durant sa scolarité qu'elle commence à jouer la comédie lorsque son metteur en scène de théâtre lui propose un rôle dans une pièce. 
Afin de payer ses études, elle travaille comme employée de rayon chez Trader Joe's. Elle est aussi tutrice pour de jeunes étudiants en résidence en échange du gîte et du couvert. 
Elle est doublement diplômée de la célèbre université Tisch School of the Arts de New York, en théâtre et analyse sociale et culture urbaine, elle y fait la rencontre de Gina Rodriguez, qui est alors l'une de ses camarades de classe.

### Carrière
Après l'obtention de son diplôme, elle décroche de nombreux rôles dans des courts métrages et longs métrages du cinéma indépendant. Elle apparaît également dans quelques séries télévisées telles que New York, section criminelle, On ne vit qu'une fois, The Unusuals...
En 2009, elle obtient un petit rôle, non crédité, dans le drame plébiscité par la critique, Precious avec Gabourey Sidibe. 
En 2011, elle apparaît dans un épisode de séries installées telles que The Good Wife et New York, unité spéciale. L'année suivante, elle joue, aux côtés de Cuba Gooding Jr., dans le téléfilm dramatique Adolescentes en sursis de Darnell Martin.  
En 2014, elle joue dans un épisode de la saison 6 de Mentalist. 
En 2016, elle produit et joue dans la comédie romantique How to Tell You're a Douchebag avec William Jackson Harper. Elle renouvelle l'expérience en produisant le court métrage dramatique White Face récompensé lors de festivals du cinéma indépendant.  
En 2017, remarquée grâce à ses participations aux séries télévisées Shots Fired avec Sanaa Lathan et Underground aux côtés de Jurnee Smollett-Bell, le réalisateur Spike Lee lui offre le premier rôle de la série télévisée Nola Darling n'en fait qu'à sa tête. Adaptée du film du même nom sorti en 1986, ce programme permet de faire connaître l'actrice auprès du grand public,. 
L'année suivante, le célèbre magazine Elle classe DeWanda Wise dans ses vingt-cinq coups de cœur de l'année aux côtés de l'actrice Michelle Williams et la chanteuse St. Vincent. Aussi, alors qu'elle est engagée dans la production du blockbuster de l'univers cinématographique Marvel, Captain Marvel, en janvier 2018, l'actrice est obligée de quitter la distribution, deux mois plus tard, à la suite d'un conflit d'emploi du temps. Elle est finalement remplacée par Lashana Lynch.   
Dans le même temps, elle fait part de son intérêt à l'idée d'être la prochaine interprète de la mutante Tornade des X-Men à la suite du rachat de la FOX par Disney,.  

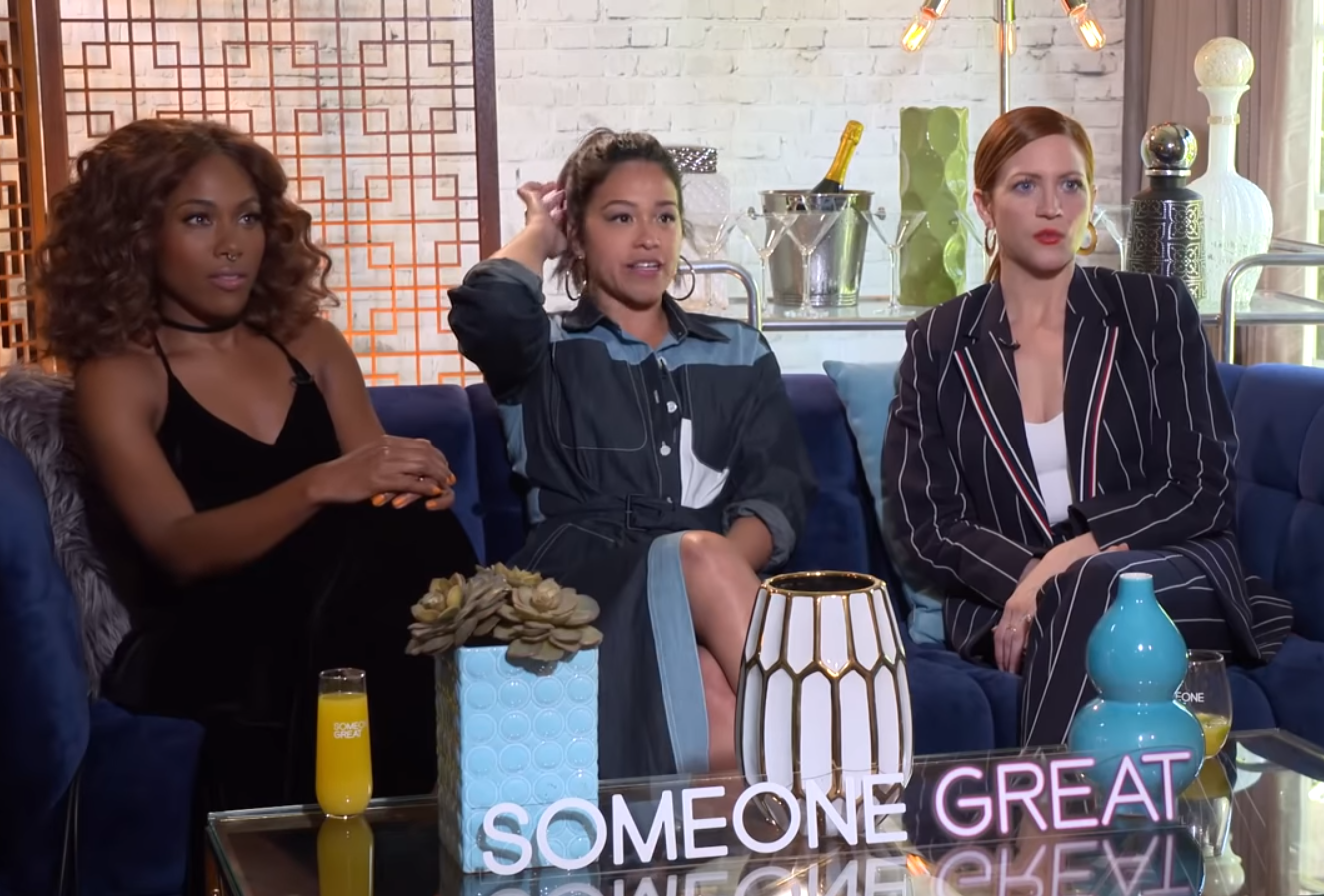
Aux côtés de Gina Rodriguez et Brittany Snow pour la promotion de Quelqu'un de bien, en 2019.

En 2018, elle joue dans la comédie romantique indépendante The Weekend de la réalisatrice Stella Meghie qui est ensuite présentée au Festival du film de Tribeca 2019. L'année où elle fait partie du trio vedette d'une autre comédie du même acabit, Quelqu'un de bien, distribuée par la plateforme Netflix, retrouvant pour l'occasion Gina Rodriguez et donnant la réplique à Brittany Snow,. Le film est globalement accueilli positivement par la critique et met en lumière DeWanda Wise dont l’interprétation est saluée,,. 
Dans le même temps, alors que la saison 2 de Nola Darling est diffusée, elle participe en tant que guest-star à un épisode de la série de science-fiction, The Twilight Zone,. Basée sur la série La Quatrième Dimension créée par Rod Serling en 1959, et diffusée sur le réseau CBS All Access. Il s'agit de la troisième relance de la série, après La Cinquième Dimension et La Treizième Dimension. La même année, Netflix confirme l'annulation de Nola Darling en dépit de l'envie de Spike Lee de produire une troisième saison. 
DeWanda Wise rejoint ensuite la distribution principale de l'attendu blockbuster Jurassic World 3 aux côtés de Chris Pratt et Bryce Dallas Howard mais aussi de l'ancienne équipe de la franchise d'origine : Sam Neill, Laura Dern et Jeff Goldblum,,,. Puis, elle participe à la comédie Un papa hors pair de Sony Pictures Entertainment qui met en vedette Kevin Hart.  

### Vie privée
Depuis le 26 juin 2009, elle est mariée à l'acteur Alano Miller, après trois mois de relation.

## Filmographie

### Cinéma

#### Longs métrages
- 2007 : Apparence trompeuse (Spinning into Butter) de Mark Brokaw : Claudia Thompson
- 2007 : Soul Mates de Phillip Earl Jones : Psyche
- 2007 : Steam de Kyle Schickner : Lynn
- 2009 : Precious de Lee Daniels : Miriam (non créditée)
- 2015 : Knucklehead de Ben Bowman : Charlotte
- 2016 : How to Tell You're a Douchebag de Tahir Jetter : Rochelle Marseilles (également productrice exécutive)
- 2018 : The Weekend de Stella Meghie : Margo Johnson
- 2019 : Quelqu'un de bien de Jennifer Kaytin Robinson : Erin Kennedy
- 2021 : Un papa hors pair (Fatherhood) de Paul Weitz : Lizzie / Swan
- 2022 : Jurassic World : Le Monde d'après (Jurassic World: Dominion) de Colin Trevorrow : Kayla Watts
- 2023 : Poolman de Chris Pine
- 2024 : Imaginary de Jeff Wadlow : Jessica
- 2025 : Love, Brooklyn de Rachael Abigail Holder : Nicole

#### Courts métrages
- 2006 : Super Powers de John Mitchell et Jeremy Kipp Walker : Mrs. Elliott
- 2006 : Who's Calling de Yaminah McKessey : Val
- 2007 : Pariah de Dee Rees : Mika
- 2007 : African Booty Scratcher de Nikyatu Jusu : Isatu
- 2009 : Us: A Love Story de Alrick Brown : Femme renfrognée
- 2009 : Beyond Words de Jane Clark : Paige
- 2010 : Pour aimer, encore de Emiliano Styles : Syl
- 2012 : Frisk de Tahir Jetter : G

### Télévision

#### Séries télévisées
- 2007 : New York, section criminelle : Angela (saison 6, épisode 11)
- 2008 : On ne vit qu'une fois : Julianna (1 épisode)
- 2009 : The Unusuals : infirmière (saison 1, épisode 5)
- 2011 : The Good Wife : Jenni Salerno (saison 2, épisode 10)
- 2011 : New York, unité spéciale : Lakeisha Watkins (saison 12, épisode 14)
- 2011 : Tokens the Series : Keisha (pilote non retenu)
- 2011 : Boardwalk Empire : Henny Walker (saison 2, épisode 4)
- 2014 : Mentalist : Tanya Dean (saison 6, épisode 22)
- 2015 : Sorta My Thing : Andrea (mini-série, 2 épisodes)
- 2017 : Underground : Clara (saison 2, 5 épisodes)
- 2017 : Shots Fired : Shameeka Campbell (rôle principal - 10 épisodes)
- 2017 - 2019 : Nola Darling n'en fait qu'à sa tête : Nola Darling (rôle principal - 19 épisodes)
- 2019 : The Twilight Zone : Alexa Brandt (saison 1, épisode 6)
- 2025 : Murderbot

#### Téléfilm
- 2012 : Adolescentes en sursis de Darnell Martin : Terry Easle

### En tant que productrice
- 2017 : White Face de Mtume Gant (court métrage)

## Distinctions
Sauf indication contraire ou complémentaire, les informations mentionnées dans cette section proviennent de la base de données IMDb.

### Nominations
- Black Reel Awards 2017 : meilleure actrice dans un second rôle dans une mini-série où un téléfilm pour Shots Fired
- Black Reel Awards 2019 : meilleure actrice dans une série télévisée comique pour Nola Darling n'en fait qu'à sa tête